# Giovanni Dozzini
Giovanni Dozzini (Perugia, 1º ottobre 1978) è uno scrittore e giornalista italiano.

## Biografia
Giovanni Dozzini è nato nel 1978 a Perugia, dove risiede e lavora.
Laureato in giurisprudenza, dopo aver lavorato per il Giornale dell'Umbria, dal 2005 è nella redazione del Corriere dell'Umbria.
Ha esordito nel 2005 con Il cinese della Piazza del pino e in seguito ha pubblicato altri 5 romanzi vincendo con E Baboucar guidava la fila il Premio letterario dell'Unione europea del 2019.
Editor per alcune case editrici, suoi articoli sono apparsi in diversi quotidiani quali Europa e siti web quali Nazione Indiana, HuffPost e Ondarock.
È coordinatore di Encuentro, festa delle letterature in lingua spagnola, che si tiene ogni anno tra Perugia e Castiglione del Lago.

## Opere principali

### Romanzi
- Il cinese della Piazza del pino, Perugia, Midgard Editrice, 2005.
- L'uomo che manca, Roma, Lantana, 2010 ISBN 978-88-97012-20-7.
- La scelta, Roma, Nutrimenti, 2016 ISBN 978-88-6594-444-8.
- E Baboucar guidava la fila, Roma, Minimum Fax, 2018 ISBN 978-88-7521-964-2.
- Qui dovevo stare, Roma, Fandango libri, 2021 ISBN 978-88-6044-714-2.
- Il prigioniero americano, Roma, Fandango libri, 2023 ISBN 978-88-6044-803-3.

### Racconti
- Lasciare la spazzatura fuori dalle porte in Maria Messina-Giovanni Dozzini, Sorprese di Natale, Perugia, Graphe.it edizioni 2024 ISBN 978-88-9372-241-4.

## Premi
- 2019 – Premio letterario dell'Unione europea, con E Baboucar guidava la fila[4]